# Lena Cronqvist
Lena Birgitta Cronqvist Tunström (Karlstad, 31 de diciembre de 1938-Södermalm, 31 de julio de 2025) fue una pintora, diseñadora gráfica y escultora sueca. Considerada una de las expresionistas más destacadas de Escandinavia, sus obras de inspiración biográfica incluyen autorretratos (algunos con su hijo), que a veces representan las características desagradables de la vida. Ha ilustrado los libros de su difunto marido, Göran Tunström, y ha creado litografías para una de las obras de August Strindberg. Como escultora ha trabajado con vidrio y bronce. Sus obras de arte se han exhibido ampliamente y se encuentran en las colecciones del Nationalmuseet y Moderna Museet de Estocolmo.

## Biografía

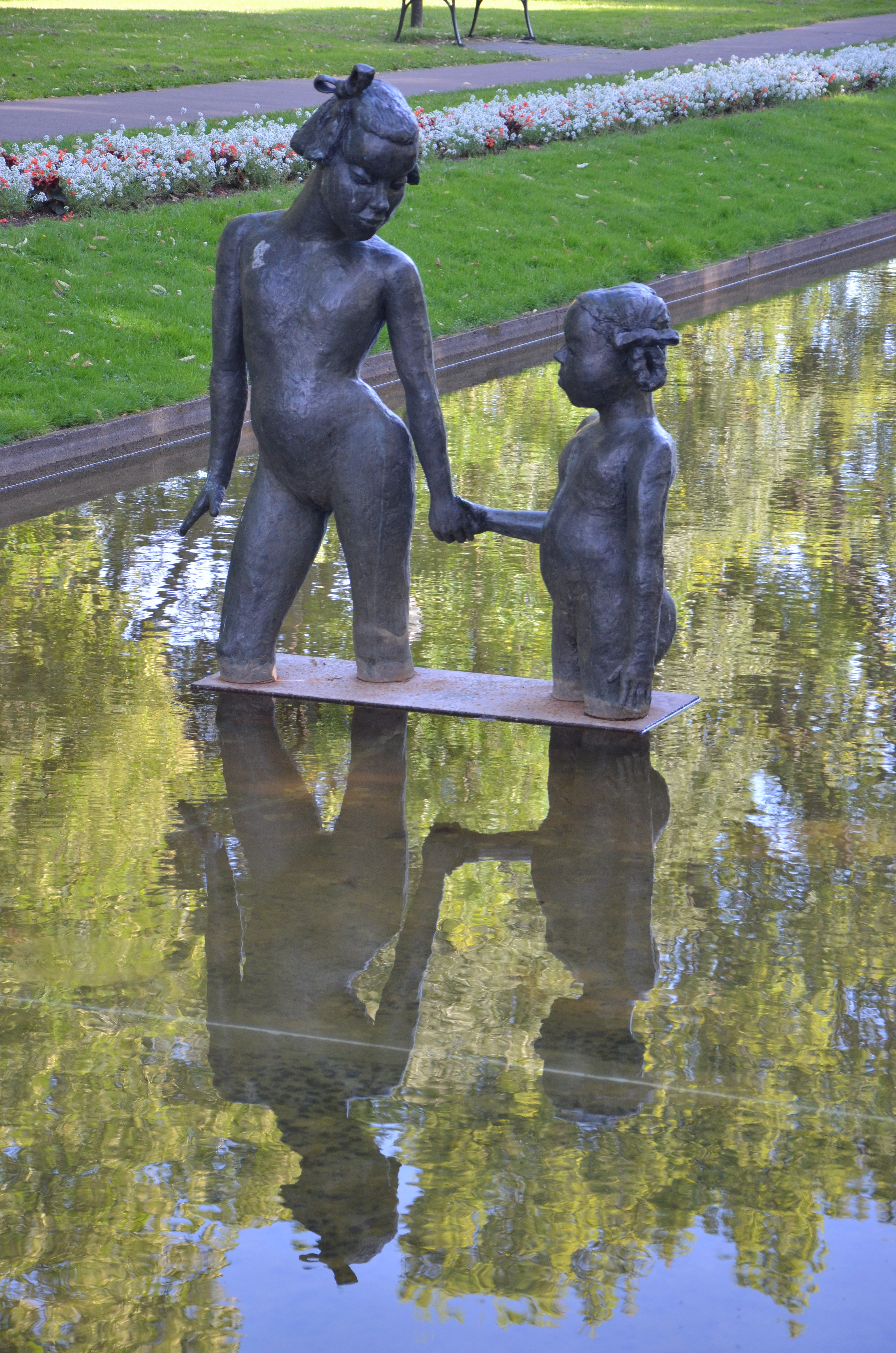
Escultura de Cronqvist Hand i Hand, Karlstad (2010)

Nacida en Karlstad el 31 de diciembre de 1938, Lena Cronqvist estudió en el Konstfack de Estocolmo de 1958 a 1959, y en la Real Academia Sueca de las Artes de 1959 a 1964. En 1964 se casó con el escritor Göran Tunström, fallecido en el año 2000.
Cuando tenía 18 años, Cronqvist visitó la Sala Munch de la Galería Nacional de Noruega en Oslo. El arte de Edvard Munch le dejó una impresión duradera. Las obras que creó en su "serie de la muerte" recuerdan a las pinturas de Munch.
Cronqvist ganó prominencia en Suecia a mediados de la década de 1960, creando no sólo pinturas y gráficos sino también textiles y esculturas. Sus colores atrevidos e intensos contribuyen a su expresionismo bastante duro, reintroduciendo un enfoque personalizado en el arte sueco. Representando escenas de hospitales, vírgenes y niñas jugando juegos mórbidos, así como muchas representaciones biográficas, su trabajo en las décadas de 1960 y 1970 representaba con frecuencia escenas de angustia y enfermedad. Ha ilustrado los libros de su difunto marido Göran Tunström y ha creado una serie de litografías para El sueño de Strindberg. Como escultora ha trabajado con vidrio y bronce. Sus obras de arte se han exhibido ampliamente y se encuentran en las colecciones del Nationalmuseet y Moderna Museet de Estocolmo.

## Premios
En 1994, Cronqvist recibió la Medalla del Príncipe Eugenio. Tiene una larga relación con su Karlstad natal. Su escultura de bronce Hand i hand se encuentra en el Museiparken. En 2012 la ciudad le otorgó el estipendio Fröding.